# Paralipsa decolorella
Paralipsa decolorella är en fjärilsart som beskrevs av George Francis Hampson 1901. Paralipsa decolorella ingår i släktet Paralipsa och familjen mott. Inga underarter finns listade i Catalogue of Life.